# Mario Chaldú
Mario Norberto Chaldú (ur. 6 czerwca 1942 w Buenos Aires, zm. 2 kwietnia 2020) – argentyński piłkarz, grający podczas kariery na pozycji pomocnika.

## Kariera klubowa
Mario Chaldú rozpoczął karierę w klubie CA Banfield w 1961. W 1966 występował w San Lorenzo de Almagro, po czym powrócił do Banfield. W latach 1968–1969 był zawodnikiem Racing Club de Avellaneda.
W 1970 powrócił po raz ostatni do Banfield. W barwach Banfield rozegrał łącznie 119 meczów, w których strzelił 21 bramek. Ostatnim klubem w karierze Chaldú był Kimberley Mar del Plata, w którym zakończył karierę w 1971.

## Kariera reprezentacyjna
W reprezentacji Argentyny Chaldú zadebiutował w 1964. W 1966 został powołany na mistrzostwa świata. Na mundialu w Anglii Chaldú był rezerwowym i nie wystąpił w żadnym meczu. Ogółem w reprezentacji wystąpił 5 razy.